# Phi (họ)
Phi là một họ của người Việt Nam.

## Người Việt Nam họ Phi có danh tiếng
- Phi Vân Tuấn, Phó Tổng cục trưởng Tổng cục Thuế.[1]
- Phi Tiến Sơn, đạo diễn, làm các phim Lạc giới (đoạt giải Cánh diều bạc 2014, hạng mục phim truyện điện ảnh), Lưới trời.[2]